# Bahirgram
Bahirgram is een census town in het district Purba Medinipur van de Indiase staat West-Bengalen. 

## Demografie
Volgens de Indiase volkstelling van 2001 wonen er 8288 mensen in Bahirgram, waarvan 51% mannelijk en 49% vrouwelijk is. De plaats heeft een alfabetiseringsgraad van 63%. 